# Befruchtung

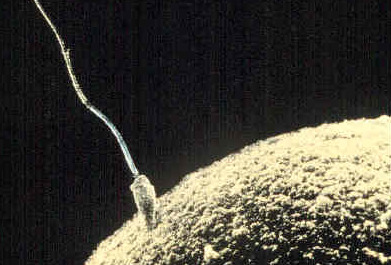
Ein Spermium und eine Eizelle bei Beginn der Befruchtung

Darstellung des Eindringens eines Spermiums (mehrfach dargestellt) zu aufeinander folgenden Zeitpunkten in eine Eizelle

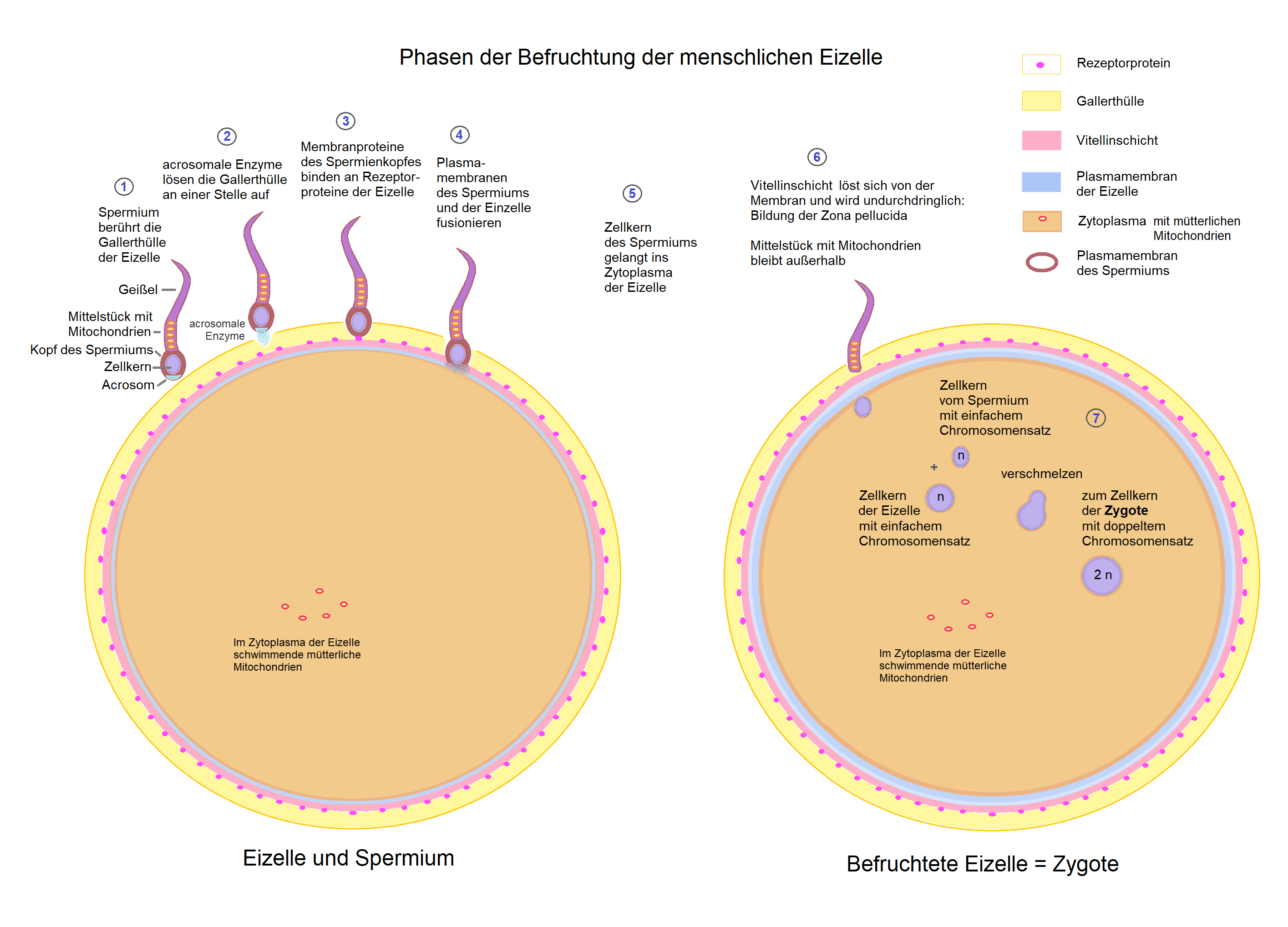
Phasen der Befruchtung (links) und Entstehung der Zygote (rechts).

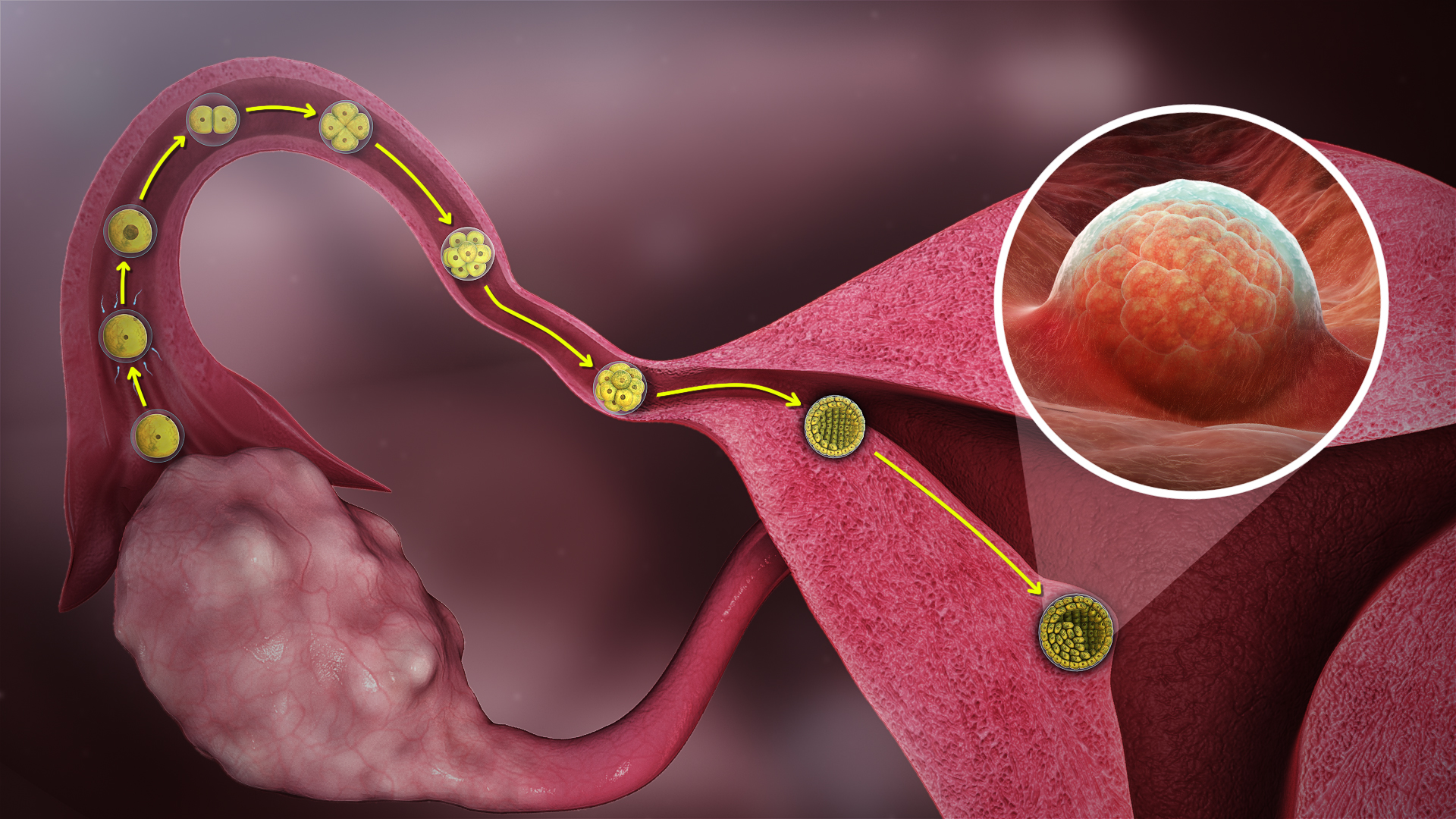
Befruchtung im Eileiter und erste Zellteilungen (Morula, Gastrula, Blastula) während der Wanderung des Embryos in den Uterus zur Einnistung

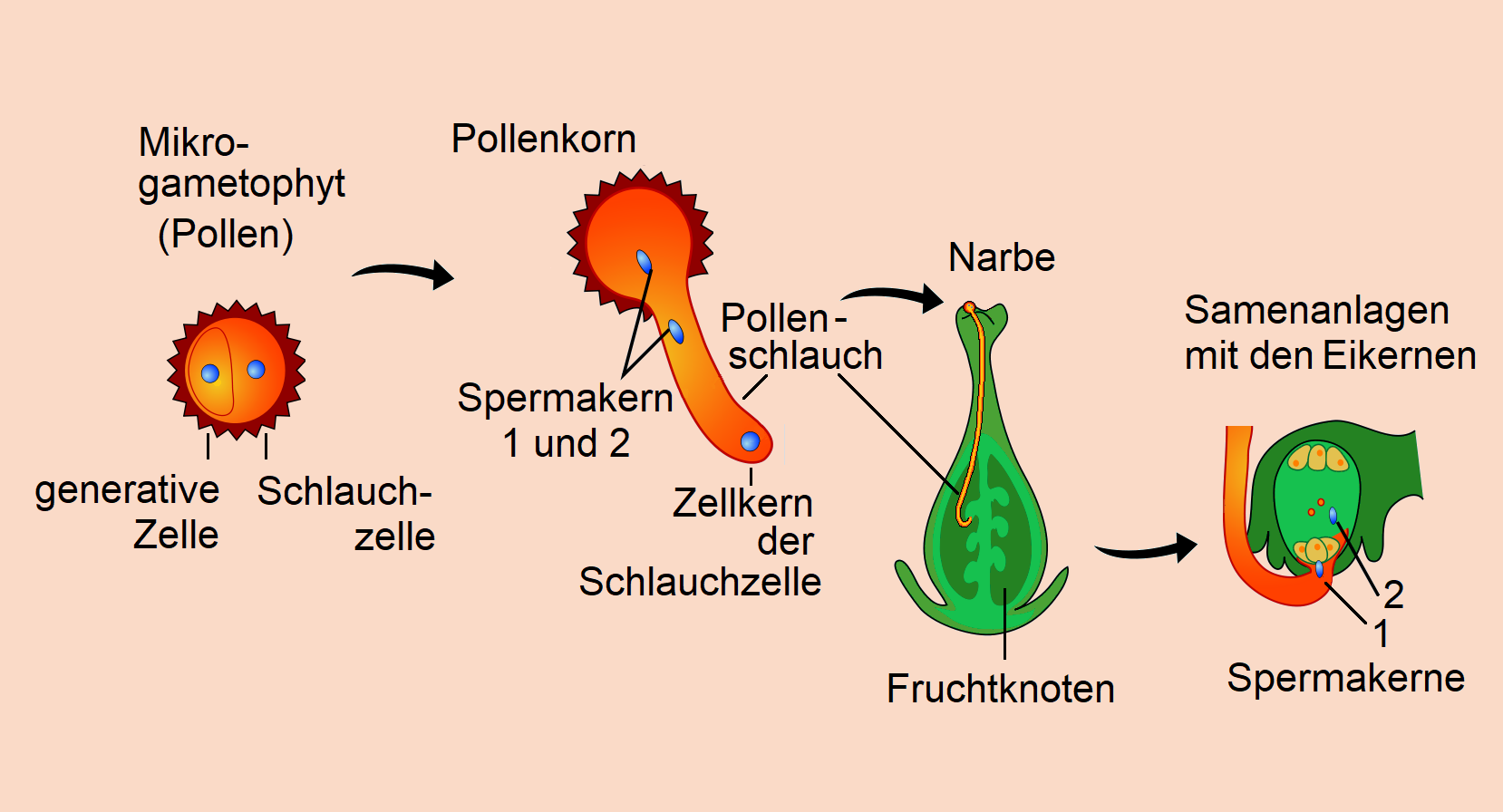
Befruchtung bei einer Blütenpflanze: Ausbildung des Pollenschlauchs, der in einen Fruchtknoten eindringt und Spermienkerne an die Samenanlagen mit den Eikernen heranbringt.

Als Befruchtung oder Fertilisation wird zumeist die Verschmelzung von Keimzellen (Gameten) im Rahmen der geschlechtlichen Fortpflanzung bezeichnet. Im engeren Sinn versteht man darunter die Vereinigung des Zellkerns einer weiblichen Zelle mit dem Kern aus einer männlichen Zelle (Karyogamie). Die Befruchtung ergibt die Zygote, die das Erbgut der Mutter und das des Vaters enthält. Die Verdoppelung der Chromosomenzahl bei der Befruchtung ergibt Diploidie. Diese wird später bei den Zellen, aus denen in der neuen Generation die Gameten entstehen, durch die Meiose (Reduktionsteilung) wieder rückgängig gemacht.
Manchmal wurde unter Befruchtung auch das Eindringen von Spermien in die Vagina verstanden, dies jedoch bezeichnet man heute als Besamung. Allerdings ist zu beachten, dass Spermien mit Samen nichts gemeinsam haben und eine ganz andere Funktion erfüllen.
Bei Blütenpflanzen erfolgt die Befruchtung im weiblichen Blütenorgan. Die männlichen Gameten befinden sich in den Pollen. Voraussetzung für die Befruchtung einer pflanzlichen Eizelle ist die Bestäubung. Die „Besamung“ bzw. Bestäubung gehen der Befruchtung voraus.

## Arten der Befruchtung
Beim Menschen und bei allen vielzelligen Tieren (Metazoa) ist der weibliche Gamet eine unbewegliche Eizelle, der männliche ein bewegliches Spermium. In diesem Fall wird die Befruchtung als Oogamie bezeichnet. Diese liegt auch bei Landpflanzen und bei manchen Algen vor, wobei die Samenpflanzen jedoch keine frei beweglichen männlichen Gameten haben, sondern einen Pollenschlauch bilden, der die Spermienzelle zur Eizelle bringt (Siphonogamie). Bei den meisten Algen sind die Gameten beiderlei Geschlechts durch Geißeln beweglich. Wenn sie sich äußerlich nicht unterscheiden, spricht man von Isogamie, während bei der Anisogamie die weiblichen Gameten größer sind als die männlichen. Pilze bilden keine Gameten. Bei ihnen erfolgt die Befruchtung, indem spezielle Fortpflanzungsorgane (Gametangien) miteinander verschmelzen (Gametangiogamie) oder indem einfach gewöhnliche Hyphen fusionieren (Somatogamie).
Den Befruchtungsvorgang am Seeigel-Ei hatte 1875 Oscar Hertwig beobachtet. Im Jahr 1883 teilte Édouard van Beneden Erkenntnisse der Einzelheiten der Kernverschmelzung bei der Befruchtung mit der gleichmäßigen Verteilung der beim Teilungsvorgang halbierten väterlichen und mütterlichen Kernsubstanz mit. Bei Tieren unterscheidet man zwischen äußerer Befruchtung, bei der die Geschlechtszellen außerhalb des Körpers verschmelzen (etwa bei den meisten Fischen, siehe Laich) und innerer Befruchtung, die im Körper des Weibchens erfolgt. Dies ist etwa der Fall bei allen amniotischen Landwirbeltieren einschließlich des Menschen, aber auch etwa bei Haien, einigen Knochenfischen und vielen Insekten und Spinnentieren. Bei der inneren Befruchtung ist es vor der eigentlichen Befruchtung notwendig, dass die Spermien in den weiblichen Körper zur Eizelle gelangen. Bei manchen Lebewesen geschieht das ohne körperlichen Kontakt, bei anderen werden die Spermien aktiv in den weiblichen Körper eingeführt. Das Einbringen von Geschlechtszellen in einen Körper (zur späteren Befruchtung) wird je nach Fall Insemination, Begattung, Geschlechtsakt oder Auskeimen des Pollens genannt.
Zur Befruchtung einer Eizelle beim Menschen siehe Zeugung.
Bei einer künstlichen Befruchtung oder künstlichen Besamung (Insemination) werden die Keimzellen durch einen menschlichen Eingriff zueinander gebracht:
- In-vitro-Fertilisation: die Keimzellen werden im Reagenzglas zusammengebracht und die Befruchtung erfolgt darin unter Laborbedingungen.
- Nach einer Insemination, also der künstlichen Übertragung von Sperma in den Genitaltrakt der Frau (bzw. eines weiblichen Tieres), erfolgt die eigentliche Befruchtung (Verschmelzung der Keimzellen) auf natürliche Weise. Man unterscheidet zwischen homologer und heterologer Insemination.
- Bei der künstlichen Bestäubung wird Pollen künstlich (beispielsweise mit einem feinen Pinsel) auf das weibliche Blütenorgan aufgebracht. Die Befruchtung erfolgt, nachdem der Pollenschlauch ausgewachsen ist, auf natürliche Weise.

## Einzelbelege
1. ↑  V. von Hensen: Beobachtungen über die Befruchtung und Entwicklung des Kaninchens und Meerschweinchens. In: Z. Anat. Entw Gesch. Band 1, 1876, S. 353–423.
2. ↑  Christian Conrad Sprengel: Das entdeckte Geheimniss der Natur im Bau und in der Befruchtung der Blumen. Berlin, Vieweg 1793. (books.google.com)
3. ↑  Paul Diepgen, Heinz Goerke: Aschoff/Diepgen/Goerke: Kurze Übersichtstabelle zur Geschichte der Medizin. 7., neubearbeitete Auflage. Springer, Berlin/Göttingen/Heidelberg 1960, S. 41 und 46.